# Sukanya Chor Charoenying
Sukanya Chor Charoenying, née le 24 novembre 1987 dans la province d'Ayutthaya, est une joueuse thaïlandaise de football évoluant au poste de gardien de but. Elle joue en faveur de l'Air Force United F.C. et avec l'équipe nationale thaïlandaise.

## Biographie
Charoenying participe avec l'équipe de Thaïlande à la Coupe du monde 2015 qui se déroule au Canada.
Elle se classe ensuite quatrième de la Coupe d'Asie 2018.
Par la suite, elle fait partie des 23 joueuses thaïlandaises retenues afin de participer à la Coupe du monde 2019 organisée en France.